# Agnes af Danmark
Agnes af Danmark (også Agnete, født 1249, død 1295) var en dansk prinsesse og klosterstifter.
Agnes var datter af kong Erik Plovpenning og dronning Jutta af Sachsen. Agnes var kun et år gammel, da hendes far blev myrdet af broren Abel på Slien – som derefter i et par år var konge af Danmark. Agnes mor giftede sig på ny med borggreven af Magdeburg og flyttede til Tyskland, hvorefter hendes børn voksede op ved kong Christoffer 1.s hof. Som kongedatter havde Agnes krav på slægtsgods, men det var vanskeligt for hende at hævde sine rettigheder over for den øvrige familie.

## Skt. Agnete kloster
I år 1263 blev Sankt Agnete Kloster, et dominikanerkloster for kvinder, grundlagt i Roskilde – Agnes skulle være dets forstander og abbedisse. Hendes søster Jutta kom til klosteret i 1266, hvor hun overtog stillingen som priorinde. Omkring 1270 forlod de Sankt Agnete Kloster, hvorefter Jutta tog ophold hos søsteren Sofie, der var dronning af Sverige, mens Agnes' skæbne de første 15 år efter flugten er ukendt. De to prinsessers brud med klosterlivet vakte opsigt i samtiden. Kort før sin død i 1282, erklærede enkedronning Margrethe Sambiria derfor i selvforsvar, at hun intet ansvar havde haft for prinsessernens handlinger, og at de frivilligt havde valgt at tage sløret.
Agnes ser siden ud til at have fået kontrol over dele af sin fædrene arv, da hendes godstransaktioner findes dokumenteret på Sjælland. I 1286 skænkede hun gods i Hesselby til Sorø kloster og i 1288 gods i Bukkerup til Sankt Clara Kloster. Længe efter hendes død var der dog stridigheder omkring søstrenes gods mellem arvinger, konge og Skt. Agnete Kloster. Klosteret formåede omsider at sikre sig det meste af det omstridte gods og overlevede helt frem til reformationen.